# Plinia renatiana
Plinia renatiana là một loài thực vật có hoa trong Họ Đào kim nương. Loài này được G.M.Barroso & Peixoto miêu tả khoa học đầu tiên năm 1991.